# ハイパーラッシュ
ハイパーラッシュ（HYPER RUSH） とは、山佐が2000年に発表したパチスロ機。

## 概要
山佐初のツインビッグボーナスを搭載したテトラリール機。平均獲得枚数550枚のハイパービッグと同370枚のチャレンジビッグを擁する。本機登場までの他社ツインビッグ搭載機は、揃えた絵柄によって獲得枚数（ビッグの種類）が変動する仕組み（いわゆる前抽選）だったのに対し、本機はビッグボーナス入賞後の抽選により振り分けられる後抽選を初めて採用した。

## 特徴
演出
- 演出は従来のテトラリールに加え、メインリールのバックライトフラッシュも追加され、演出の幅が広がった。
- テトラリールは従来通り、小役ナビとチャンスキャラクターで構成されており、最終的にビッグ7で停止すればボーナス確定。また、テトラリールの窓枠上部に位置するLEDは告知ランプの役割を果たしており、これが点灯してもボーナス確定となる。
- リーチ目に関しても歴代機種同様に多数搭載されているが、本機は従来機以上にリール制御にも目を見張る点が多い。特に、ボーナス成立プレイのリール制御はそれまでの山佐機種にない独特のものとなっている。
- 予告音が2種類搭載されており、テトラリールの停止状況（停止絵柄・タイミングなど）との組み合わせによってボーナス期待度が激変する場合がある。
- また、ウェイト音が通常と違った場合はプレミアムで、その時点でビッグ確定。
- ビッグボーナスが入賞するとビッグ7の色が音楽に合わせて変化（赤7揃いの場合はテトラリール回転→停止）し、赤色になればハイパービッグ、青ならチャレンジビッグとなる。振り分け率は各1/2。赤7揃い以外だと、抽選時の演出によってハイパーの期待度が変化する。
- 小役ナビは、1個ナビより2個ナビの方が期待度が高い。

ツインビッグ
- ビッグボーナスの小役ゲーム中は、ベル・ベル・7が揃うと15枚獲得できる。ただし右リールの7は三色あり、抽選された通りの色が一致しないと揃わないようになっている。ハイパービッグの場合は15枚役が完全にナビされるのに対し、チャレンジビッグは基本的に自力で三択を当てないとならないため、ここで獲得枚数に差が生じる。
- ビッグ7が赤色で点滅すると、リプレイ成立の合図。リプレイはずしは変則打ちするだけでよく、目押しは必要ない。ただし、リプレイを揃えたい場合にも絶対揃えることはできなくなるので注意が必要。目押し不要のリプレイはずし（いわゆるオートはずし）はローズフラッシュ（パイオニア）が既に採用していたが、こちらは変則打ちであれば押し順指定はない（ローズフラッシュでは、右→左の押し順指定がある）。
- ビッグボーナス中のJACゲームは「HIT ON THE BEAT」と呼ばれ、いわゆる音ゲーの要素が取り入れられている。これはBGMに合わせてタイミングよくリールを停止すると、テトラリール上に変化が起こるというもの。8回全て成功させると「Cool!」と祝福してくれるだけでなく、チャレンジビッグ中の場合は1回でも成功させていれば、小役ゲーム移行直後の1ゲームのみ、15枚役成立時に狙うべき絵柄をナビしてくれるという特典がある。ただし不成立でも持ち越しはなく、また、JACゲーム直後という特性上、3回目の（またはボーナス終了が確定している）JACゲームではその特典を受けられない。レギュラーボーナス時も同様にゲーム挑戦は可能。

## ボーナス確率・機械割
| 設定 | BIG       | REG       | 機械割 |
| ---- | --------- | --------- | ------ |
| 1    | 1/348.596 | 1/655.36  | 92.8%  |
| 2    | 1/315.077 | 1/606.815 | 97.1%  |
| 3    | 1/292.571 | 1/564.966 | 98.4%  |
| 4    | 1/273.067 | 1/528.516 | 100.6% |
| 5    | 1/256     | 1/496.485 | 107.3% |
| 6    | 1/240.941 | 1/364.089 | 112.6% |

※ 機械割はメーカー発表